# Goethestraße 66 (Köln)
Das Gebäude Goethestraße 66 ist eine Villa im Kölner Stadtteil Marienburg, die von 1922 bis 1924 errichtet wurde. Sie gehört zur Villenkolonie Köln-Marienburg und steht als Baudenkmal unter Denkmalschutz.

## Lage
Die Villa liegt inmitten einer etwa 3000 m² großen Parkanlage zwischen Goethestraße im Osten und Eugen-Langen-Straße im Westen nördlich des Kölner Südparks.

## Geschichte
Die Villa entstand zwischen März 1922 und der erfolgten Gebrauchsabnahme im Januar 1924 nach einem Entwurf des Architekten Theodor  Merrill im Auftrag der Kölnischen Rückversicherungs-Gesellschaft. Sie war als Dienstvilla für den Generaldirektoren des Unternehmens, seinerzeit H. Gruenwald, vorgesehen. Als Gartenarchitekt wirkte Heinrich Wiepking-Jürgensmann. Stilistisch lässt sich das Anwesen – unter den von Merrill entworfenen Villen in besonderem Maße – dem angloamerikanisch beeinflussten Landhausstil zuordnen. Es wurde seinerzeit in Fachveröffentlichungen vielfach rezipiert, darunter in den Zeitschriften Moderne Bauformen und Deutsche Bauhütte, und lässt sich zu Merrills aufwendigsten Bauten zählen. 1937 ließ er eine Umgestaltung der Innenarchitektur durchführen. 1943 wurde das Anwesen für die Nationalsozialistische Volkswohlfahrt beschlagnahmt, um sie als Gauwaltung Köln-Aachen zu nutzen.
Nach Kriegsende ließ sich in der Villa das zuvor provisorisch in Rhöndorf und Bad Godesberg beheimatete Kölner Generalkonsulat der Schweiz unter Leitung von Franz-Rudolf von Weiß nieder. Nach der Bestimmung Bonns zum Regierungssitz der Bundesrepublik Deutschland (1949) war das Anwesen 1949/50 auch Sitz der Kanzlei der diplomatischen Mission der Schweiz bei der Alliierten Hohen Kommission.  Während die Kanzlei der Gesandtschaft bis 1952 ihren Sitz in der ebenfalls in Marienburg gelegenen Villa Bayenthalgürtel 15 nahm, blieb die Villa Goethestraße 66 Residenz der Schweizer Gesandtschaft (ab 1957 Botschaft), Wohnsitz des Schweizer Gesandten und späteren Botschafters. 1959/60 erhielt das Gebäude an der Nordseite einen eingeschossigen Flügelanbau. Auch nachdem die Botschaftskanzlei 1977 nach Bonn (→ Botschaft der Schweiz (Bonn)) verlegt worden war, war die Villa weiter Residenz der Schweizer Botschaft. Mit der Verlegung des Regierungssitzes zog die Botschaft 1999 nach Berlin um, noch im selben Jahr konnte die bisherige Residenz von der Schweiz in Privatbesitz verkauft werden. In jüngerer Zeit (Stand 2007) wurde das Anwesen mit dem Ziel einer Rekonstruktion des Ursprungszustands saniert, wobei der Flügelanbau zum Abbruch kam und auch die Gartenanlage eine Überarbeitung erfuhr.
Die Eintragung der Villa in die Denkmalliste der Stadt Köln erfolgte am 2. Dezember 1988.

## Architektur
Die Villa ist zweigeschossig, weist auf der als Schauseite dienenden gartenseitigen Rückfront sieben Achsen auf und verfügt über eine Gesamtnutzfläche von etwa 600 m². Die Straßenfront ist als eine mit Werksteinen gegliederte Backsteinfassade mit einem mittigen halbrunden Treppenturm ausgeprägt. Der Haupteingang befindet sich seitlich und wird von einer Freitreppe in Werkstein eingefasst. Das Walmdach der Villa verfügt über ein Zwerchhaus und weitere Gauben. Zu den besonderen Merkmalen gehört die sich über die gesamte Rückfront erstreckende Terrasse, die von allen Haupträumen des Erdgeschosses aus zugänglich ist. Als wesentliches Charakteristikum der Villa gelten ihr herrschaftliches Erscheinungsbild sowie der Kontrast zwischen den Werksteinen (darunter hellem Sandstein) und dem Backsteinmauerwerk.

„[E]ine perfekte altmeisterliche Neuschöpfung mit aristokratischem Gepräge.“